# Hannes Binder
Hannes Binder (* 7. Oktober 1947 in Zürich) ist ein Schweizer Comiczeichner, Illustrator und Maler. Er lebt in der Stadt Zürich und im Kanton Tessin.

## Leben
Binder wuchs in Zürich auf und studierte an der Kunstgewerbeschule Zürich. Von 1968 bis 1971 war er als Grafiker in Mailand und von 1975 bis 1978 als Illustrator und Layouter in Hamburg tätig. Danach arbeitete er als freischaffender Grafiker für zahlreiche Printmedien und Buchverlage, vornehmlich mit der für ihn typischen Schabkarton-Technik.
Hannes Binder lebt In Zürich und im Tessin.
Sein Archiv befindet sich seit 2017 im Schweizerischen Literaturarchiv in Bern.

## Auszeichnungen
- 2013: Schweizer Kinder- und Jugendmedien-Preis
- 2022: Kulturpreis des Kantons Zürich[2]

## Binder und Glauser
Seit 1988 beschäftigt sich Hannes Binder wiederholt mit dem Schweizer Schriftsteller Friedrich Glauser. Mit Der Chinese (1988), nach dem gleichnamigen Roman von Glauser, schrieb und illustrierte er seinen ersten schweizerischen Krimi-Comic. Daraufhin folgten die Adaptionen der beiden Glauser-Krimis Krock & Co. (1990) und Knarrende Schuhe (1992). In Wachtmeister Studer im Tessin (1996) übernahm er die Romanfigur des Wachtmeister Studer, kreierte aber darauf basierend eine neue Erzählung. In Glausers Fieber (1999) liess er den Schriftsteller Glauser seinen eigenen Roman Die Fieberkurve schreiben. Auf die Frage, was Glauser für Binder so interessant mache, antwortete der Illustrator: «Es ist in erster Linie seine Art, zu erzählen, seine Settings. Die sind extrem filmisch: Wie er die Sachen umreisst, wie er sich seinem Objekt nähert. Und sehr viel Ironie ist dort zu finden. Und weil ich immer recherchierbare Stoffe gesucht habe, war Glauser ideal. Das war alles irgendwie noch aufzufinden. Und alles das zusammen mit seiner Sprache – er war Dadaist, das ging ins Surreale. Und es war am Anfang so zugespitzt, dass ich das nicht mal so zeichnen konnte. Es weist dann in eine andere Richtung, die man nicht erzählen will. Es sind genau die Sachen zwischen den Zeilen, die Details, die einen anziehen. Ich habe immer gesagt, es juckt mir in den Fingern, das ist ein Zwang, das zu zeichnen. Das war der Zugang. Und dann hatte ich das Glück, durch den Arche Verlag, der Verlag, für den ich die Buchumschläge der Taschenbücher gemacht habe. Den Glauser gab es noch nicht im Taschenbuch und das war für mich der erste Versuchsballon, Der Chinese. Das ist mehr oder weniger gut gelungen, er hat sich sehr gut verkauft, weil es so etwas noch nicht gab im deutschen Sprachraum, eine Literaturadaption.»

## Werke

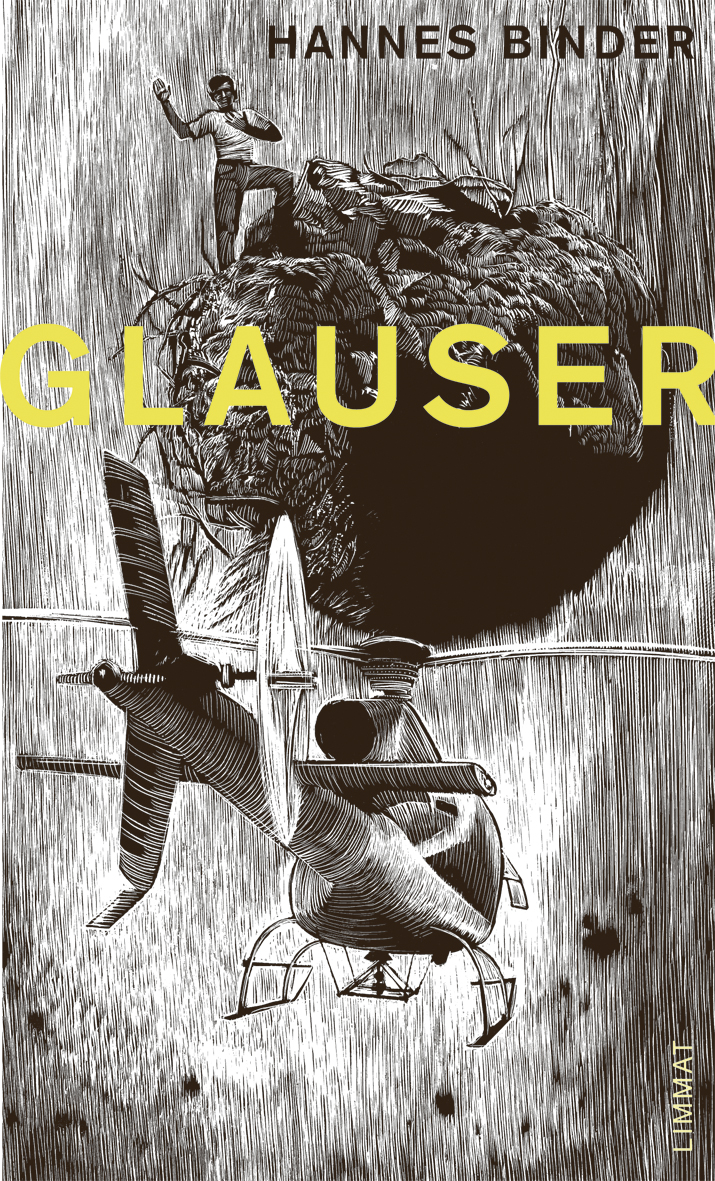
Glauser von Hannes Binder im Limmat Verlag, 2011

### Friedrich-Glauser-Kollektion
- Der Chinese (Friedrich Glauser). Krimi-Comic, Arche, Zürich 1988, ISBN 3-7160-2067-2.
- Krock & Co. (Friedrich Glauser). Krimi-Comic, Arche, Zürich 1990, ISBN 3-7160-2115-6.
- Knarrende Schuhe (Friedrich Glauser). Bilder-Krimi. Nachwort von Kurt Gloor, Arche, Zürich 1992, ISBN 3-7160-2155-5.
- Wachtmeister Studer im Tessin. Eine Fiktion. Vorwort von Peter Zeindler (= Comic Zytglogge), Zytglogge, Bern 1996, ISBN 3-7296-0533-X.
- Angelika Jockers, Anastasia Simopoulos, Hannes Binder: Friedrich Glauser zum 100. Geburtstag. Festschrift, Friedrich Glauser-Gesellschaft, München 1996, OCLC 85328690.
- Glausers Fieber. Limmat, Zürich 1998. ISBN 3-85791-316-9
- Eine Melodie, die der Kommissär schon einmal gehört hatte …. Limmat, Zürich 2002, ISBN 3-85791-383-5
- Nüüd appartigs …: Sechs gezeichnete Geschichten, Limmat, Zürich 2005, ISBN 3-85791-481-5
- Dada, Limmat, Zürich 2015, ISBN 978-3-85791-789-9.[4]
- Glauser: sieben gezeichnete Geschichten von, zu, mit und um Friedrich Glauser. Mit einem Vorwort von Peter Zeidler zu „Wachtmeister Studer im Tessin“, einem Nachwort von Kurt Gloor zu „Knarrende Schuhe“ und einem Werkstattgespräch von Frank Göhre in „Der Chinese“, Neuausgabe, Limmat, Zürich 2012, ISBN 978-3-85791-652-6 (Früherer Titel: „Nüüd appartigs …“, 2005)

### Weitere Werke
- Die Reportage (Comic Zytglogge). Zytglogge, Gümligen/Bonn/Wien 1990, ISBN 3-7296-0347-7.
- Die schwarzen Brüder. Roman in Bildern. Hannes Binder nach Lisa Tetzner. Sauerländer, Düsseldorf 2002, ISBN 3-7941-4900-9.
- Der Venediger. Vorwort von Klaus Merz. 2007, ISBN 978-3-85791-534-5.
- Antonio Ligabue, von der Qual eines Künstlerlebens. Text von Giuseppe Zironi. Idee und Bilder von Hannes Binder. Graphic Novel. Verlagshaus Jacoby & Stuart, Berlin 2012, ISBN 978-3-941787-87-2.
- Jener furchtbare 5. April 1933. Pogrom in Liechtenstein. Hrsg. von Hansjörg Quaderer. Graphic Novel. Limmat-Verlag, Zürich 2013, ISBN 978-3-85791-706-6.
- Illustrationen für: Glauser – Das bewegte Leben eines grossen Schriftstellers. Film von Christoph Kühn (Regie); mit Berthe Bendel, Max Müller, Martin Borner, Hardy Ruoss, Hansjörg Schneider, Frank Göhre. DVD. Limmat, Zürich 2013, ISBN 978-3-85791-701-1.[5][6]
- mit Käthi La Roche: Buchstabe für Buchstabe: den Glauben lesen lernen. Ein Buch für Kinder, Eltern und Grosseltern. Theologischer Verlag, Zürich 2015, ISBN 978-3-290-17789-8.
- Mörike, Eduard: Um Mitternacht. Mit Bildern von Hannes Binder. Bajazzo Verlag, Zürich 2009, ISBN 978-3-905871-06-7.
- Sherlock Holmes. Das letzte Problem. Nach einer Geschichte von Arthur Conan Doyle. NordSüd, Zürich 2022, ISBN 978-3-314-10599-9.
- Friedrich Dürrenmatt: Der Schachspieler. Ein Fragment. Ill. v. Hannes Binder. Officina Ludi, Großhansdorf 2007, ISBN 978-3-00-022105-7.